# بمب‌گذاری مرکز تجارت جهانی در سال ۱۹۹۳
بمب‌گذاری در مرکز تجارت جهانی در سال ۱۹۹۳ یک حمله تروریستی به مرکز تجارت جهانی در شهر نیویورک بود که در ۲۶ فوریهٔ ۱۹۹۳ با انفجار یک خودروی انفجاری در زیر برج شمالی این مرکز انجام شد. برای این بمب‌گذاری، ۱٬۳۳۶ پوند (۶۰۶ کیلوگرم) نیترات اوره -گاز هیدروژن توسط بمب‌گذارها در نظر گرفته شده بود تا پس از انفجار، با برخورد برج شمالی (برج ۱)، به برج جنوبی (برج ۲) هر دو برج، تخریب شده و ده‌ها هزار نفر کشته شوند. این حمله موفق به انجام این کار نشد، اما شش نفر از جمله یک زن باردار کشته و بیش از هزار نفر مجروح شدند. در آن روز حدود ۵۰٬۰۰۰ نفر از این ساختمان‌ها به‌طور اضطراری تخلیه شدند.
این حمله توسط گروهی از تروریست‌ها از جمله رمزی یوسف، محمود ابوحلیمه، محمد سلامه، نضال ع. ایاد، عبدالرحمن یاسین و احمد عجاج طراحی شده بود. آن‌ها از خالد شیخ محمد، عموی رمزی یوسف، کمک مالی دریافت کرده بودند. در مارس ۱۹۹۴، چهار نفر به جرم انجام این بمب‌گذاری محکوم شدند: ابوحلیمه، عجاج، ایاد و سلامه. این اتهامات شامل توطئه، تخریب اموال با مواد منفجره و حمل‌ونقل بین‌ایالتی مواد منفجره بود. در نوامبر ۱۹۹۷، دو نفر دیگر در این رابطه، محکوم شدند: رمزی یوسف، سازمان‌دهندهٔ بمب‌گذاری‌ها، و ایاد اسماعیل، که خودروی حامل بمب را رانده بود.

## برنامه‌ریزی و سازماندهی

ساختمان مرکز تجارت جهانی پس از تخریب

پیش از انجام عملیات، در سال ۱۹۹۱ برای برنامه‌ریزی یک حمله بمب‌گذاری در ایالات متحده، رمزی یوسف مدتی را در یک اردوگاه آموزشی القاعده در افغانستان گذراند. عموی یوسف، خالد شیخ محمد، که بعدها معمار اصلی حملات ۱۱ سپتامبر در نظر گرفته شد، از طریق تلفن به او مشاوره و راهنمایی می‌داد و همکارش محمد سلامه را به مبلغ ۶۶۰ دلار کمک مالی کرد.
یوسف در ۱ سپتامبر ۱۹۹۲ به‌طور غیرقانونی وارد ایالات متحده شد و با احمد عجاج از مبدأ پاکستان، سوار هواپیما شد. هر دو در این پرواز در صندلی‌هایی جدا نشستند و طوری رفتار کردند که انگار به‌طور جداگانه سفر می‌کنند. عجاج تلاش کرد با یک پاسپورت سوئدی جعلی وارد آمریکا شود و گرچه آن را تغییر داده بودند، باعث ایجاد سوءظن در بین مقامات INS در فرودگاه بین‌المللی جان اف کندی شد. هنگامی که مقامات در فرودگاه، عجاج را تحت بازرسی ثانویه قرار دادند، دستورالعمل‌های ساخت بمب و سایر مواد را در چمدان او کشف کرده و او را دستگیر کردند. نام ابوبرا، نام مستعار محمد جمال خلیفه، در کتابچه‌ها آمده بود. یوسف اما با گذرنامه جعلی عراقی با درخواست پناهندگی سیاسی، اجازه ورود به ایالات متحده را گرفت و تاریخ یک جلسهٔ رسیدگی به او داده شد.
یوسف در جرسی سیتی، نیوجرسی اقامت گزید، به نیویورک و نیوجرسی سفر کرد و از طریق تلفن همراه با شیخ عمر عبدالرحمن، روحانی مسلمان نابینای جنجالی، تماس گرفت. یوسف پس از معرفی شدن به همدستانش توسط عبدالرحمن در مسجد الفاروق بروکلین، شروع به جمع‌آوری ۱٬۵۰۰ پوند (۶۸۰ کیلوگرم). نیترات اوره، تقویت‌شده با گاز هیدروژن برای بمب‌گذاری در برج‌های تجارت جهانی کرد. او هنگام مجروح شدن در یک تصادف اتومبیل، از اتاق بیمارستان خود مواد شیمیایی مورد نظرش را سفارش داد.
بر اساس متن محاکمه، یوسف امیدوار بود که با برخورد برج ۱ به برج ۲ هر دو برج تخریب شده و ساکنان هر دو ساختمان را که یوسف، حدود ۲۵۰٬۰۰۰ نفر تخمین زده بود، در انتقام از حمایت ایالات متحده از اسرائیل، از بین ببرد.
به گفته روزنامه‌نگار «استیو کول»، یوسف درست پیش از حمله، نامه‌هایی را به روزنامه‌های مختلف نیویورک ارسال کرده و در آن‌ها مدعی بود که به «ارتش آزادی، گردان پنجم» تعلق دارد.
در این نامه‌ها سه خواسته مطرح شده بود: پایان تمامی کمک‌های ایالات متحده به اسرائیل، پایان دادن به روابط دیپلماتیک ایالات متحده با اسرائیل و تعهد ایالات متحده برای پایان دادن به مداخله «در تمامی امور داخلی کشورهای خاورمیانه»
یوسف در نامه‌های خود اعتراف کرده بود که بمب‌گذاری در مرکز تجارت جهانی یک اقدام تروریستی است اما توجیه او این بود که «تروریسمی که اسرائیل انجام می‌دهد (که آمریکا از آن حمایت می‌کند) باید با تروریسم مشابهی مواجه شود.» یوسف هیچ توجیه مذهبی برای بمب‌گذاری ارائه نکرد و وقتی در مورد عقاید دینی‌اش از او سؤال شد، طفره رفت.

## حمله

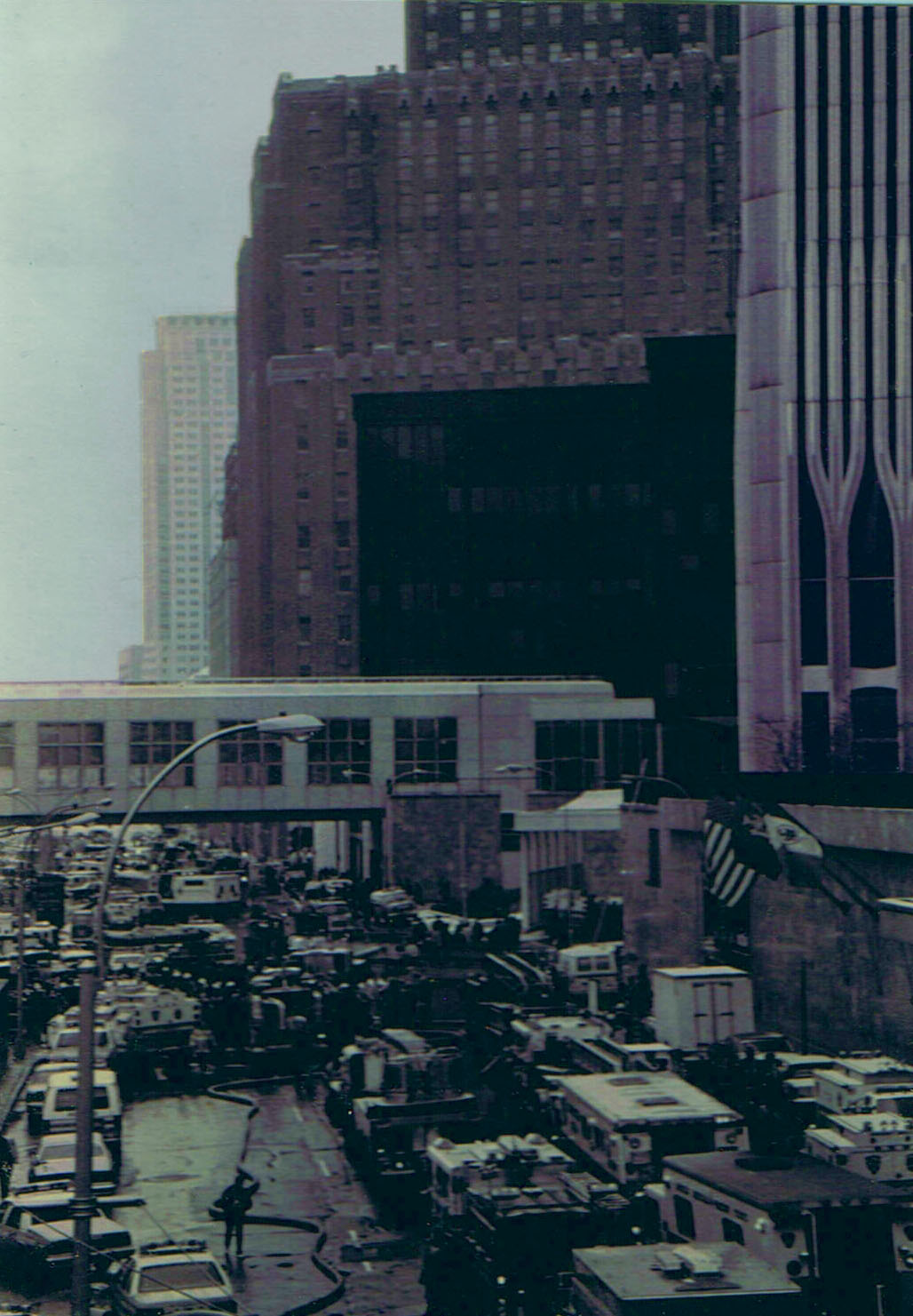
تصویری از صفوف خودروهای امدادی در واکنش به بمب‌گذاری مرکز تجارت جهانی در سال ۱۹۹۳. (مرکز تجارت جهانی One World Trade Center در سمت راست قاب قرار دارد)

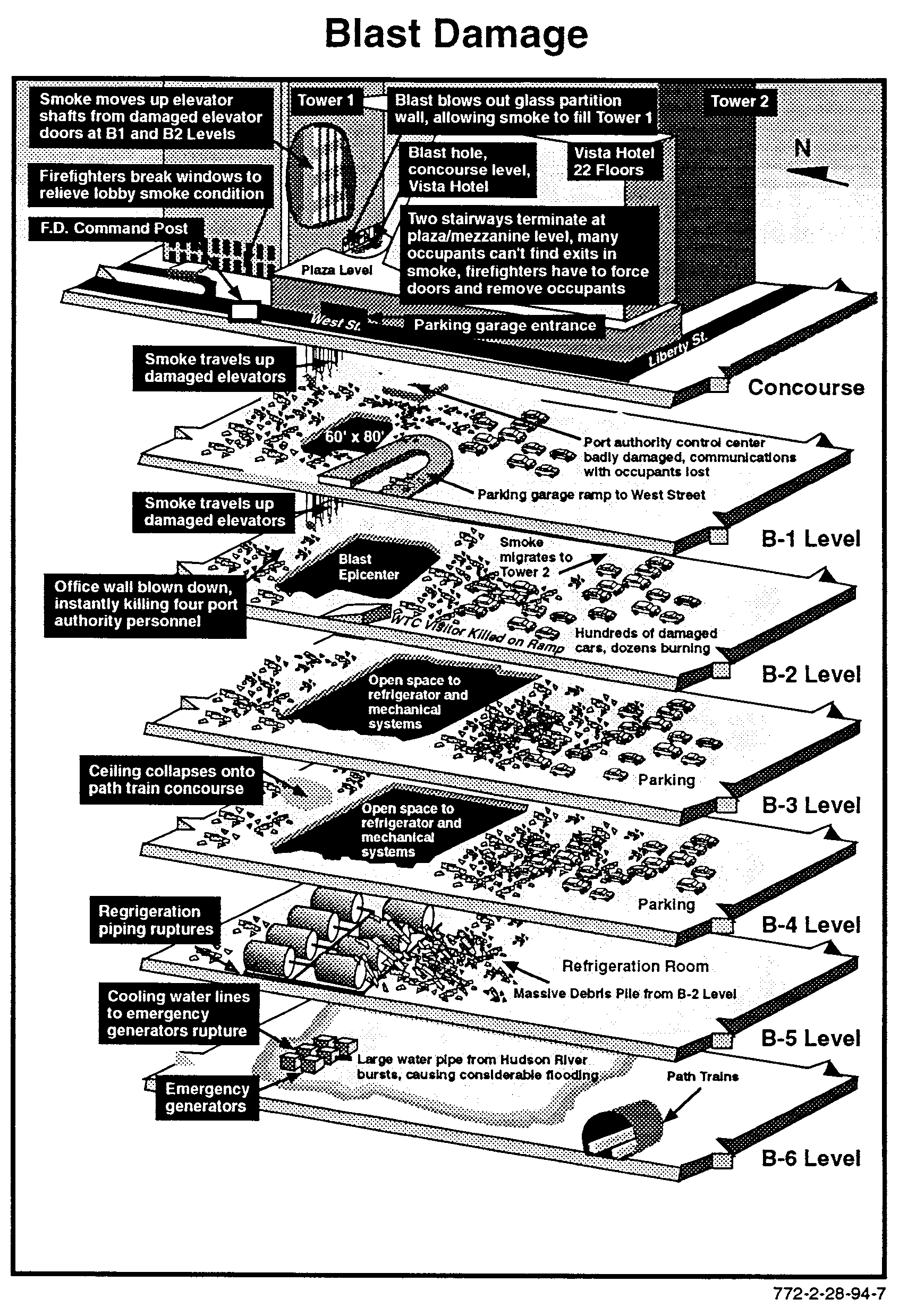
تصویری از آسیب انفجار

در روز جمعه، ۲۶ فوریه ۱۹۹۳، رمزی یوسف و یک دوست اردنی‌اش، ایاد اسماعیل، با یک وَن زَردرنگ رایدر به منهتن جنوبی رفتند و حوالی ظهر به پارکینگ عمومی در زیر مرکز تجارت جهانی رفته و این خودروی انفجاری را در جایگاه B-2 پارک کردند. یوسف، فیوز ۲۰ فوتی را آتش زد و فرار کرد. دوازده دقیقه بعد، در ساعت ۱۲:۱۷:۳۷ بعدازظهر، بمب در پارکینگ زیرزمین منفجر شد و فشار تخمینی معادل ۱۵۰٬۰۰۰ پوند بر اینچ مربع ایجاد کرد. گزارش‌های خبری اولیه، پیش از آن‌که مشخص شود بُمبی در زیرزمین منفجر شده، حاکی از آن بود که احتمالاً یک ترانسفورماتور اصلی در زیرزمین، منفجر شده‌است.
انفجار بمب، فوراً خطوط اصلی برق مرکز تجارت جهانی را قطع کرد و سیستم روشنایی اضطراری را از کار انداخت. این بمب باعث شد تا دود به طبقهٔ ۹۳ هر دو برج از جمله از راه‌پله‌ها (که تحت فشار نبودند) بلند شود و دود از آسانسورهای آسیب‌دیدهٔ هر دو برج، بالا رفت. با پُر شدن دود غلیظ در راه‌پله‌ها، تخلیهٔ ساکنان ساختمان دشوار بود و منجر به آسیب‌های زیادی ناشی از استنشاق دود شد. صدها نفر از جمله یک گروه متشکل از ۱۷ کودک مهدکودکی که از سمت عرشهٔ دیدبانی برج جنوبی پایین می‌رفتند در هنگام قطع برق در آسانسورهای برج‌ها محبوس شدند و بین طبقات ۳۵ و ۳۶ به مدت پنج ساعت گیر افتادند.
شش نفر در این حادثه کشته شدند:
پنج کارمند اداره بندر که یکی از آن‌ها باردار بود و یک تاجر که ماشینش در پارکینگ بود. علاوه بر این، بیش از ۱۰۰۰ نفر زخمی شدند که بیشتر آن‌ها در جریان تخلیه اضطراری پس از انفجار زخمی شده یودند. در گزارشی از سازمان آتش‌نشانی ایالات متحده آمده‌است که «از میان تعداد زیادی از افرادی که به پشت‌بام برج‌ها گریخته‌اند، ۲۸ نفر با مشکلات پزشکی توسط هلیکوپترهای پلیس شهر نیویورک به‌صورت هوایی منتقل شدند.» ۱۵ نفر در اثر انفجار، دچار جراحات عمده شده و ۲۰ نفر، از مشکلات قلبی شکایت داشتند. همچنین یک آتش‌نشان در بیمارستان بستری شد و ۸۷ نفر دیگر، ۳۵ افسر پلیس و یک نیروی امدادی نیز در برخورد با آتش‌سوزی و سایر پیامدهای آن مجروح شدند.
نقشهٔ یوسف این بود که برج شمالی به‌روی برج جنوبی بیفتد و هر دوی آن‌ها فرو بریزند اما برج فرو نریخت، اما پارکینگ در این انفجار به‌شدت آسیب دید. اگر وَن حامل بمب، نزدیک‌تر به پایه‌های بتنی ساختمان پارک می‌شد، طرح یوسف ممکن بود موفق می‌شد. یوسف چند ساعت پس از بمب‌گذاری به پاکستان گریخت.
گزارش‌های اولیه این انفجار را «دارای ویژگی‌های انفجاری مشابه ۲۰۰ تا ۳۰۰ پوند از یک ماده منفجره پلاستیکی به نام سمتکس» توصیف کردند. بر اساس مقاله‌ای که در سال ۱۹۹۷ منتشر شد، سمتکس تنها به عنوان خرج انفجاری در این بمب‌گذاری مورد استفاده قرار گرفته بود، اما مشخص نیست که تروریست‌ها چگونه توانسته‌اند سمتکس را که بر خلاف سایر اجزای بمب، یک مادهٔ منفجرهٔ «دست‌ساز» نیست، به‌دست آورند.

## تحقیق و بررسی
با وجود مشکوک بودن به انفجار ترانسفورماتور، مأموران و تکنسین‌های بمب از اِی‌تی‌اِف، اف‌بی‌آی و پلیس نیویورک به‌سرعت تشخیص دادند که شدت انفجار بسیار فراتر از یک انفجار ترانسفورماتور است. یافتن یک شماره شناسایی خودرو (VIN) در بررسی خودروی منفجر شده، اطلاعات مهمی را به مأموران داد. بازرسان مشخص کردند که این وسیله نقلیه توسط محمد ا. سلامه، یکی از همدستان یوسف، اجاره شده بوده. سلامه دزدی وَن را گزارش کرده بود اما زمانی که در ۴ مارس ۱۹۹۳ برای پس گرفتن سپردهٔ خود مراجعه کرده بود توسط مأموران، بازداشت شد.
دستگیری سلامه، پلیس را به آپارتمان عبدالرحمن یاسین در خیابان پامراپو ۴۰ در جرسی سیتی، نیوجرسی، سوق داد. یاسین به دفتر میدانی اف‌بی‌آی در نیوآرک، نیوجرسی برده شد و سپس آزاد شد. روز بعد، او از طریق امان، اردن، به عراق بازگشت. یاسین بعداً متهم به انجام این حمله شد و در سال ۲۰۰۱ در فهرست مهم‌ترین تروریست‌های تحت تعقیب اف‌بی‌آی قرار گرفت که تا به امروز نیز در آن فهرست، باقی مانده‌است. او پیش از حمله ائتلاف آمریکا طی عملیات آزادی عراق، در سال ۲۰۰۳ ناپدید شد.
در مارس ۱۹۹۴، سلامه، نضال ایاد، محمود ابوحلیمه و احمد عجاج، همگی در بمب‌گذاری مرکز تجارت جهانی مجرم شناخته شده و در مه ۱۹۹۴ به حبس ابد محکوم شدند.
دستگیری سلامه و یاسین، مقامات را به آپارتمان رمزی یوسف کشاند و در آن‌جا مواد ساخت بمب و کارت ویزیت محمد جمال خلیفه را پیدا کردند. خلیفه در ۱۴ دسامبر ۱۹۹۴ دستگیر شد و در ۵ مه ۱۹۹۵ توسط INS به اردن دیپورت شد. او توسط دادگاه اردن تبرئه شد و آزادانه در عربستان سعودی زندگی کرد تا این‌که در سال ۲۰۰۷ کشته شد. در سال ۲۰۰۲، علنی شد که یاسین، تنها فردی که در بمب‌گذاری شرکت داشت و هرگز توسط مقامات آمریکایی محکوم نشد، از سال ۱۹۹۴ به‌عنوان یک زندانی در حومهٔ بغداد، در عراق نگهداری می‌شده و روزنامه‌نگار لزلی شتال در ۲۳ مه ۲۰۰۲ برای بخش ۶۰ دقیقه با او مصاحبه کرده بود. یاسین برای مصاحبه، با لباس خواب و دستبند زندان، حضور یافته بود. یاسین از زمان آن مصاحبه نه دیده و نه از او خبری شده‌است. او در جریان حمله به عراق در سال ۲۰۰۳ نیز یافت نشد. هیچ‌یک از کیفرخواست‌های دولت آمریکا علیه اسامه بن لادن، رهبر سابق القاعده، حاکی از ارتباط او با این بمب‌گذاری نیست.

## قربانیان
این بمب‌گذاری، شش قربانی داشت:

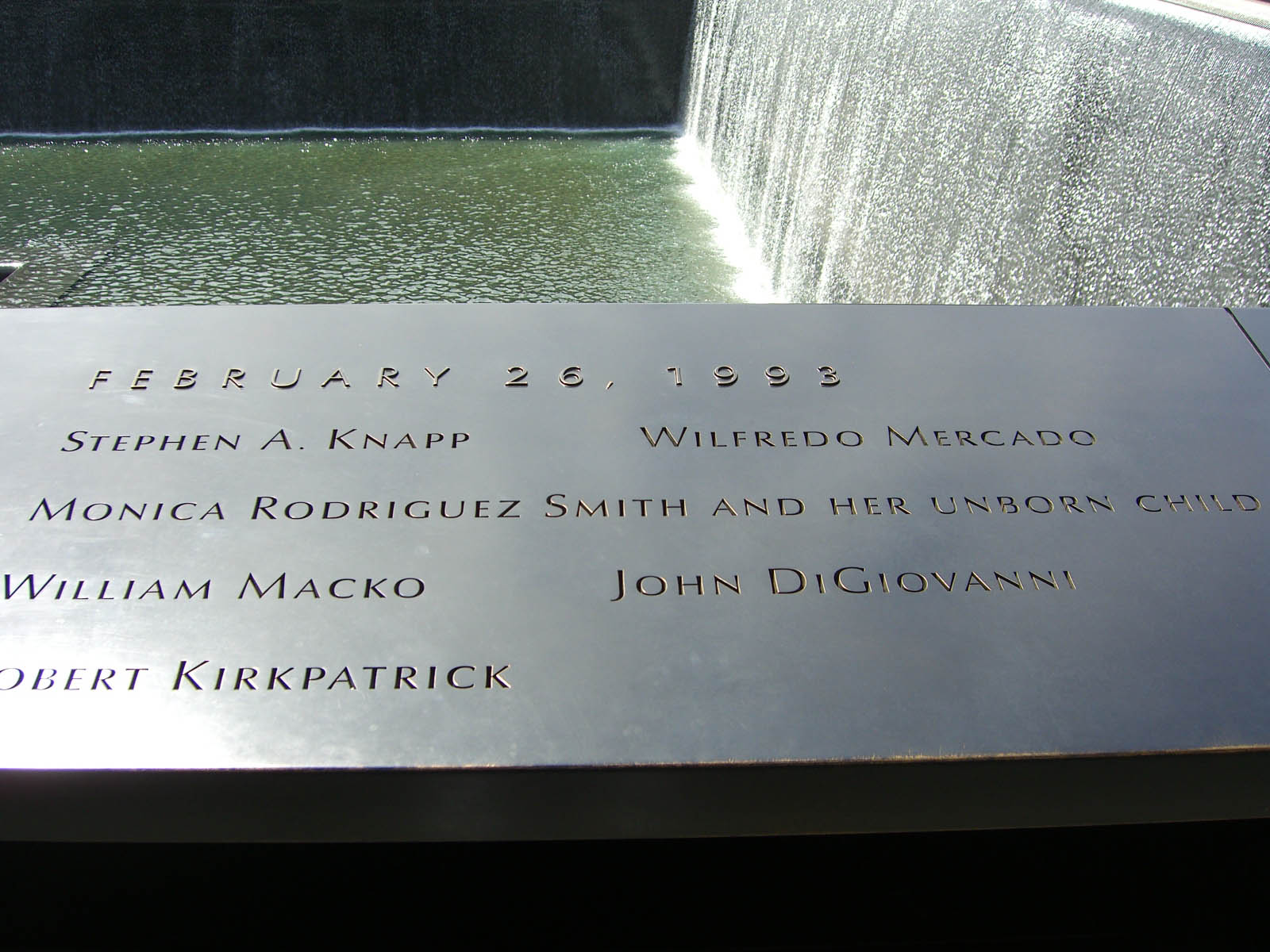
اسامی قربانیانی که در این حمله کشته شدند در پانل N-73 شمالی در یادبود ۱۱ سپتامبر در محلی که قبلاً برج شمالی قرار داشت، نوشته شده‌است.

- جان دی‌جیوانی، ۴۵ ساله، فروشنده محصولات دندانپزشکی.
- رابرت «باب» کرک پاتریک، ۶۱ ساله، سرپرست ارشد تعمیر و نگهداری سازه.
- استفن کنپ، ۴۷ ساله، سرپرست تعمیر و نگهداری، بخش مکانیک.
- بیل ماکو، ۵۷ ساله، سرپرست تعمیر و نگهداری عمومی، بخش مکانیک.
- ویلفردو مرکادو، ۳۷ ساله، کارمند رستوران
- مونیکا رودریگز اسمیت، ۳۵ ساله، منشی، که هفت‌ماهه باردار بود.

در زمان بمب‌گذاری، اسمیت در حال بررسی برگه‌های ساعت در دفترش در طبقهٔ B-2 بود، کرک پاتریک، کنپ و ماکو با هم در حال خوردن ناهار در اتاق استراحت کارکنان در کنار دفتر اسمیت بودند، مرکادو در حال بررسی تحویل رستوران بود و دی‌جیوانی در پارکینگ زیرزمینی، خودروی خود را پارک می‌کرد.